# Roser Capdevila
Pour les articles homonymes, voir Capdevila.
Roser Capdevila, de son nom complet Roser Capdevila i Valls, est une auteure espagnole d'albums de jeunesse, née à Barcelone le 23 janvier 1939. Elle est connue pour avoir créé en 1983 la série Les Trois Petites Sœurs.

## Biographie
Rosep Capdevila naît à Barcelone en 1939. Elle étudie les Beaux-Arts à l’École Massana de Barcelone. Elle commence à travailler la peinture à l’huile, l’impression des tissus, l’aquarelle et participe à beaucoup d’expositions.
En 1980, elle commence à écrire et à illustrer des livres pour enfants.
Elle est mariée ave Joan Batet et elle a trois filles triplées : Thérèse, Anne et Hélène. 
Ses trois filles seront la source d’inspiration des Trois Petites Sœurs, les personnages les plus connus parmi tous ceux qu’elle imaginera.
On trouvera les Trois Petites Sœurs dans des livres, des bandes dessinées, des films. À la télévision, traduits en plus de 35 langues et émises sur les chaînes de plus de 158 pays.

## La Reconnaissance
Son travail est reconnu par différents institutions et organismes officiels qui lui ont décerné beaucoup de prix. 
Les plus importants sont :
- Le prix Il•lustració de la Generalitat de Catalunya, 1980
- Le prix National de l'Audiovisuel de la Generalitat de Catalunya, 1990
- Le prix Femme Entreprenante accordé par le FIDEM, 2002
- La Creu de Sant Jordi accordée par la Generalitat de Catalunya, 2004
- La Médaille d'or du mérite des beaux-arts par le Ministère de l'Éducation, de la Culture et des Sports, 2009[1]
- La Médaille d’honneur accordé par le Parlament de Catalunya. 2010